# 達尼·拉瓦
丹尼爾·拉瓦·安托林（西班牙語：Daniel Raba Antolín，1995年10月29日—）是一名西班牙足球運動員，現效力於西甲球隊華倫西亞。

## 榮譽
維拉利爾
- 歐足總歐洲聯賽冠軍：2020–21[5]

韋斯卡
- 西班牙足球乙級聯賽冠軍：2019–20[6]

萊加內斯
- 西班牙足球乙級聯賽冠軍：2023–24

## 外部連結
- 達尼·拉瓦在BDFutbol中的档案